# Вилмарс
Вилмарс (њем. Willmars) општина је у њемачкој савезној држави Баварска. Једно је од 37 општинских средишта округа Рен-Грабфелд. Према процјени из 2010. у општини је живјело 650 становника. Посједује регионалну шифру (AGS) 9673182.

## Географски и демографски подаци
Вилмарс се налази у савезној држави Баварска у округу Рен-Грабфелд. Општина се налази на надморској висини од 340 метара. Површина општине износи 12,2 km². У самом мјесту је, према процјени из 2010. године, живјело 650 становника. Просјечна густина становништва износи 53 становника/km².